# Santebal
Santebal (សន្តិបាល) trong tiếng Khmer ghép giữa "santisuk" an toàn và "norkorbal" cảnh sát, là lực lượng cảnh sát mật ra đời dưới chế độ Khmer Đỏ tại Campuchia.
Santebal phụ trách an ninh nội bộ và quản lý các trại tù các trại tù như Tuol Sleng (S-21), nơi hàng ngàn người đã bị giam cầm, tra tấn và giết chết. Nó là một phần của cơ cấu tổ chức Khmer Đỏ từ trước ngày 17 tháng 4 năm 1975 khi Khmer Đỏ lên nắm quyền kiểm soát Campuchia. Tên gọi này là một hỗn hợp của hai từ: santisuk nghĩa là an ninh và norkorbal nghĩa là cảnh sát. Trong suốt thời gian tồn tại, Santebal và những lực lượng khác của Khmer Đỏ được coi là một công cụ chính của nạn diệt chủng đầy tai tiếng tại nước này.

## Lịch sử
Ngay từ năm 1971, Khmer Đỏ đã thành lập Khu vực Đặc biệt bên ngoài thủ đô Phnôm Pênh dưới sự chỉ đạo của Vorn Vet và Son Sen. Son Sen, sau này là Phó Thủ tướng chuyên về Quốc phòng nước Campuchia Dân chủ, cũng là người phụ trách của Santebal, nhờ đó mà ông đã bổ nhiệm Đồng chí Duch điều hành bộ máy an ninh của lực lượng này. Hầu hết các đại biểu của Santebal, chẳng hạn như Đồng chí Chan và Đồng chí Pon, đều được mời gọi từ Kampong Thom, quê nhà của Duch.
Khi Khmer Đỏ lên nắm quyền vào năm 1975, Duch đã chuyển trụ sở đến Phnôm Pênh và báo cáo trực tiếp lên Son Sen. Vào lúc đó, Khmer Đỏ tận dụng một nhà thờ nhỏ tại thủ đô được dùng để tống giam tù nhân của chế độ, mà số lượng chỉ có hơn hai trăm người. Tháng 5 năm 1976, Duch cho di dời trụ sở đến địa điểm cuối cùng, một trường trung học cũ gọi là Tuol Sleng, có thể chứa đến 1.500 tù nhân. Ngay tại Tuol Sleng đã diễn ra những cuộc thanh trừng quy mô các cán bộ Khmer Đỏ và hàng ngàn tù nhân bị tra tấn và sát hại. Từ năm 1976 đến năm 1978, đã có tới 20.000 người Campuchia bị giam giữ tại Tuol Sleng. Trong số này người ta chỉ biết đến bảy người lớn là còn sống sót. Tuy vậy, Tuol Sleng vẫn chỉ là một trong số ít 150 trung tâm xử tử trên toàn quốc.